# Dactyl
Dactyl, eller (S/1993 (243) 1), är en asteroidmåne som kretsar kring asteroiden 243 Ida.

## Upptäckt
Asteroidmånen Dactyl, med den officiella designationen 243 Ida I Dactyl fotograferades av rymdsonden Galileo vid dess förbiflygning av 243 Ida 1993. Bilderna blev den allra första bekräftelsen av fenomenet asteroidmåne. Vid fotograferingstillfället var Dactyl 90 km från Ida i en prograd (direkt) rörelse. 
Dactyl upptäcktes 17 februari 1994 av Ann Harch när hon undersökte bilder från rymdsonden. Totalt hade Galileo tagit 47 foton av Dactyl under en observationsperiod av 5,5 timmar i augusti 1993. Rymdfarkosten befann sig 10760 kilometer från Ida och 10870 kilometer från Dactyl när den första bilden togs, 14 minuter innan Galileo befann sig som närmast.
Dactyl fick först designationen 1993 (243) 1. Året efter godkändes egennamnet Dactyl av IAU, efter de mytologiska daktylerna som bodde på berget Ida.

## Beskrivning
Dactyl har gott om kratrar, precis som moderasteroiden Ida, och består av liknande material. Ursprunget är osäkert, men teorin efter förbiflygningen är att Dactyl precis som Ida är ett fragment efter den ursprungliga Koroniskroppen; en större asteroid som brutits sönder i mindre stycken. Asteroider tillhöriga Koroniskroppen har fått samlingsnamnet Koronisfamiljen, efter den först upptäckta asteroiden, 158 Koronis.
Dactyls dimensioner är 1,6 x 1,4 x 1,2 km med en lätt sfärisk äggform. Den är tätt kratrad, med mer än ett dussin kratrar med en diameter som överstiger 80 meter. Åtminstone sex kratrar bilder en linjär kedja och tyder på att månen träffats av nedslag från nära håll, förmodligen från Ida. Dessa iakttagelser och Dactyls sfäriska form tyder på att månen har en kontrollerad gravitation trots sin litenhet. Medeltemperaturen är i likhet med Idas ungefär 200 K (-73 oC. Dactyl har stora likheter med Ida, albedot och det reflekterade spektrumet är likartat.1
Flykthastigheten på Dactyl är mindre än en meter/sekund. Den har därför en så låg flykthastighet att dess gravitation inte kan hålla kvar några föremål på sin yta.

Skiss över möjliga omloppsbanor för Dactyl runt moderkroppen Ida.

De två största kratrarna på Dactyl har namngivits och heter Acmon och Celmis, efter två daktyler. De är 300 och 200 meter i diameter och kan beskådas på bilden i faktarutan.

## Ursprung
Det finns flera teorier om Dactyls ursprung. Den kan ha uppstått samtidigt med Ida, från Koroniskroppen. Den kan också ha bildats mer nyligt, efter att ha slitits loss från Ida i samband med en större kollision. Det är däremot högst otroligt att den skulle ha fångats in av en så pass liten asteroid som Ida. Dactyl kan däremot, om den uppstod när Koroniskroppen bröts sönder, ha råkat ut för en krock för ungefär 100 miljoner år sedan, vilket reducerat dess storlek.